# Санта-Еулалія (Теруель)

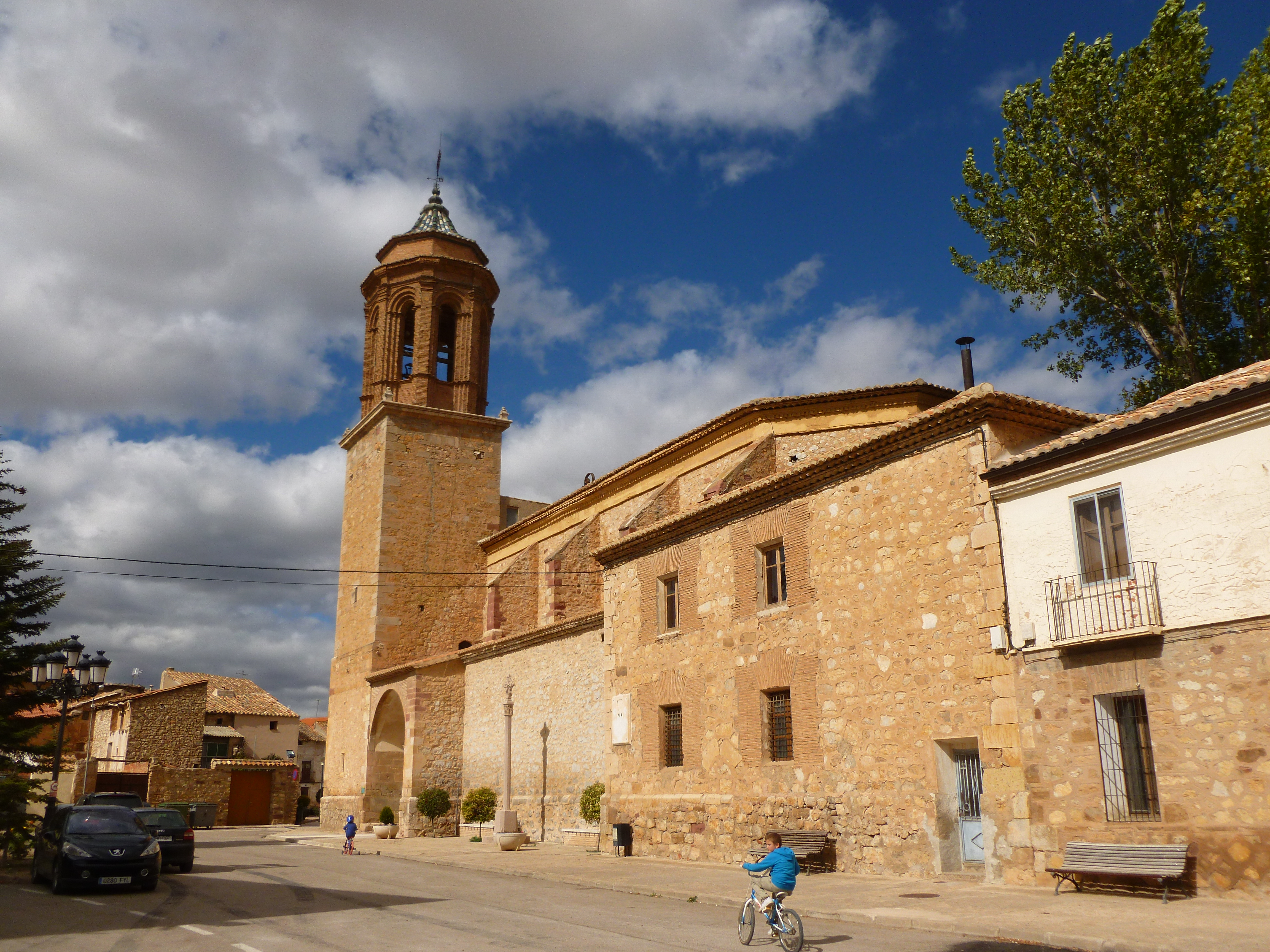

Санта-Еулалія (ісп. Santa Eulalia) — муніципалітет в Іспанії, у складі автономної спільноти Арагон, у провінції Теруель. Населення — 1152 особи (2010).

## Географія
Муніципалітет розташований на відстані близько 200 км на схід від Мадрида, 30 км на північний захід від міста Теруель.

## Демографія
Динаміка населення (INE ):